# دومينيك شايد
دومينيك شايد (بالألمانية: Dominik Schad) (4 مارس 1997 بأشافنبورغ في ألمانيا - ) هو لاعب كرة قدم ألماني في مركز الدفاع. لعب مع غرويتر فورت.

## روابط خارجية
- دومينيك شايد على موقع قاعدة بيانات كرة القدم.إي يو (الإنجليزية)
- دومينيك شايد على موقع Soccerway.com (الإنجليزية)
- دومينيك شايد على موقع عالم كرة القدم.نت (الإنجليزية)